# Rosa 'Charlotte Armstrong'
'Charlotte Armstrong' (el nombre del obtentor registrado de 'Charlotte Armstrong'® ), es un cultivar de rosa que fue conseguido en California en 1940 por el rosalista estadounidense Lammerts.

## Descripción
'Charlotte Armstrong' es una rosa moderna cultivar del grupo Híbrido de té.
El cultivar procede del cruce de 'Sœur Thérèse' x 'Crimson Glory'.
Las formas arbustivas del cultivar tienen porte erguido y alcanza 130 cm de alto. Las hojas son de color verde oscuro y brillante.
Sus delicadas flores de color rosa profundo. Fragancia fuerte. Rosa de diámetro medio de 5" con 35 pétalos . Grandes, completos. La flor con forma amplia, muy doble de 26 a 40 pétalos, generalmente en flor solitaria. En pequeños grupos, capullos altos centrados, floración en forma de copa. 
Florece en oleadas a lo largo de la temporada. Primavera o verano son las épocas de máxima floración, si se le hacen podas más tarde tiene después floraciones dispersas.

## Origen
El cultivar fue desarrollado en California por el prolífico rosalista estadounidense Lammerts en 1940. 'Charlotte Armstrong' es una rosa híbrida diploide con ascendentes parentales de 'Soeur Thérèse' x 'Crimson Glory'.
El obtentor fue registrado bajo el nombre cultivar de 'Charlotte Armstrong'® por Lammerts en 1940 y se le dio el nombre comercial de exhibición 'Charlotte Armstrong'™.
- La rosa fue creada por Lammerts en Armstrong Nurseries, California antes de 1940 e introducida en el resto de los Estados Unidos por "Armstrong Nursery" en 1940 como 'Charlotte Armstrong'.[1]
- La rosa 'Charlotte Armstrong' fue introducida en Estados Unidos con la patente "United States - Patent No: PP 455  on  25 Feb 1941".[1]

## Premios y galardones
- All-America Rose Selection 1941
- David Fuerstenberg Prize 1941
- John Cook Medal 1941
- Portland Gold Medal 1941
- Gertrude M. Hubbard Gold Medal 1945
- RNRS Gold Medal 1950

## Cultivo
Aunque las plantas están generalmente libres de enfermedades, es posible que sufran de punto negro en climas más húmedos o en situaciones donde la circulación de aire es limitada.
Las plantas toleran la sombra, a pesar de que se desarrollan mejor a pleno sol. En América del Norte son capaces de ser cultivadas en USDA Hardiness Zones 6b a más cálida. La resistencia y la popularidad de la variedad han visto generalizado su uso en cultivos en todo el mundo.
Puede ser utilizado para las flores cortadas, jardín o columnas. Vigorosa. En la poda de primavera es conveniente retirar las cañas viejas y madera muerta o enferma y recortar cañas que se cruzan. En climas más cálidos, recortar las cañas que quedan en alrededor de un tercio. En las zonas más frías, probablemente hay que podar un poco más que eso. Requiere protección contra la congelación de las heladas invernales.

## Obtentoresyvariedadesderivadas
Debido a las características deseables de la rosa 'Charlotte Armstrong', se ha utilizado como ascendente parental en cruces con otras variedades para conseguir híbridos obtentores de nuevas rosas, así:

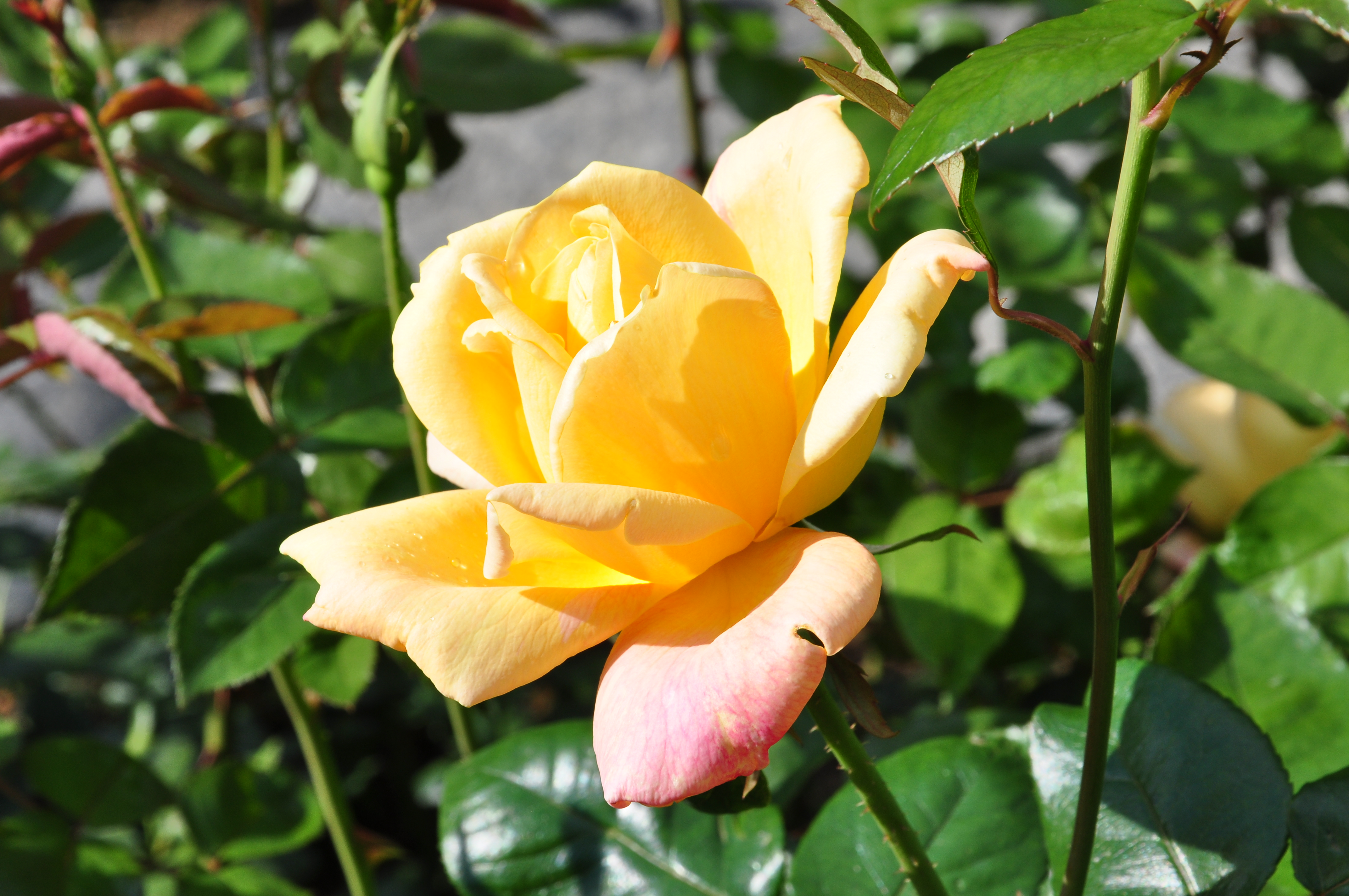
'Sutter's Gold', Swim 1950. Rosa híbrido de cruce con ascendentes parentales de 'Charlotte Armstrong' x 'Signora'.
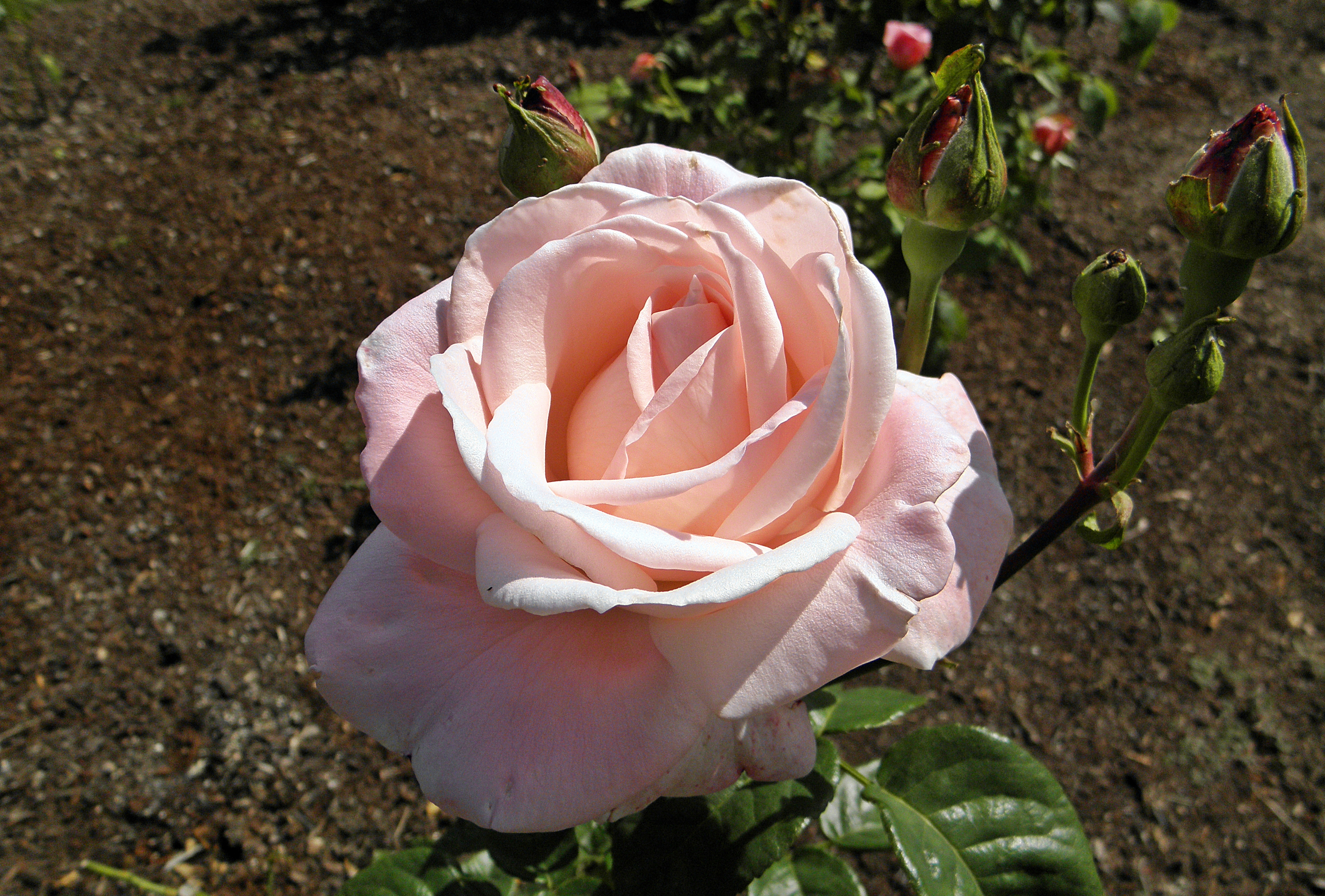
'First Love', Swim 1951. Rosa híbrido de cruce con ascendentes parentales de 'Charlotte Armstrong' x 'Showgirl'.
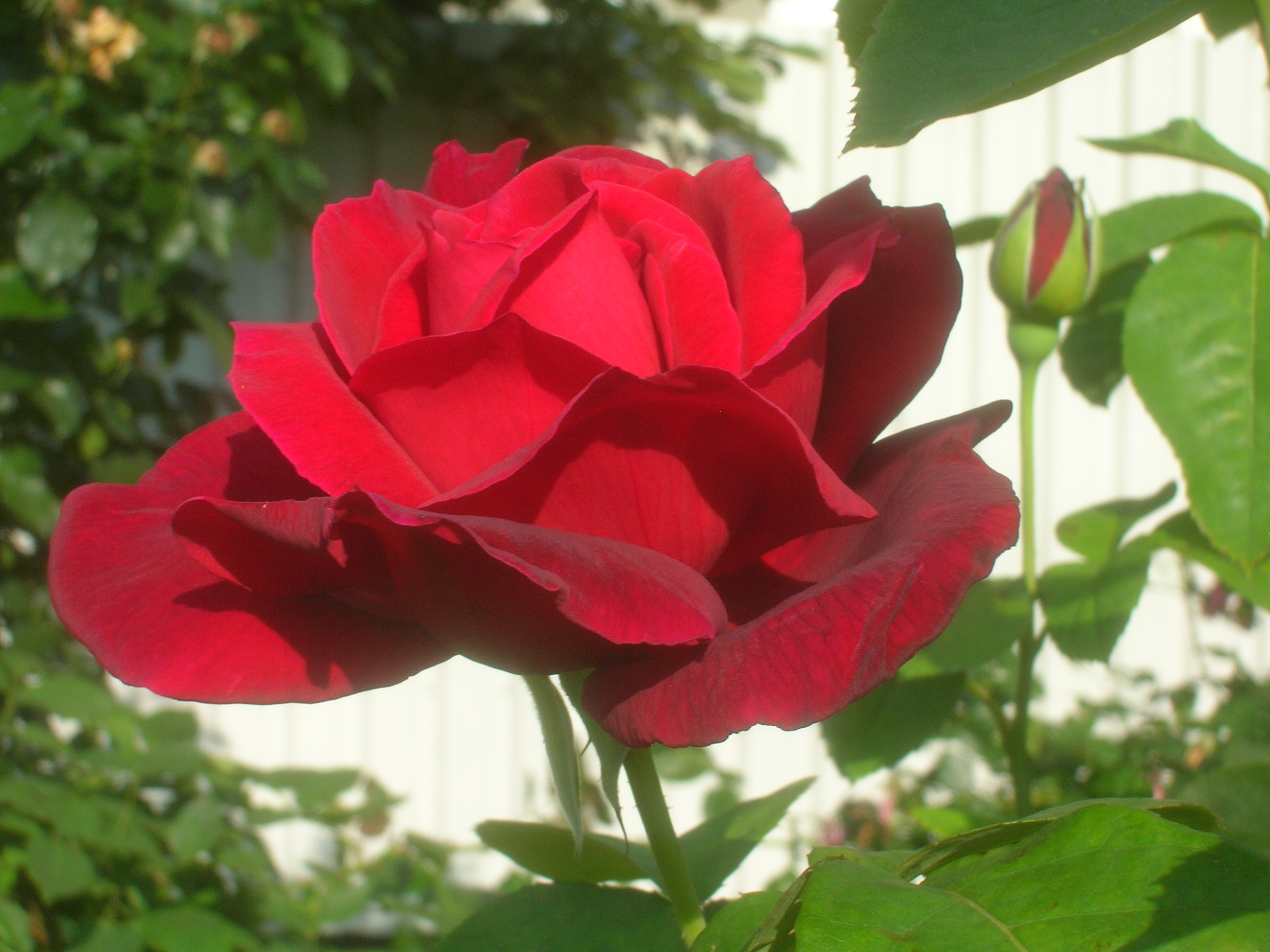
'Chrysler Imperial', Lammerts 1952. Rosa híbrido de cruce con ascendentes parentales de 'Charlotte Armstrong' x 'Mirandy'.
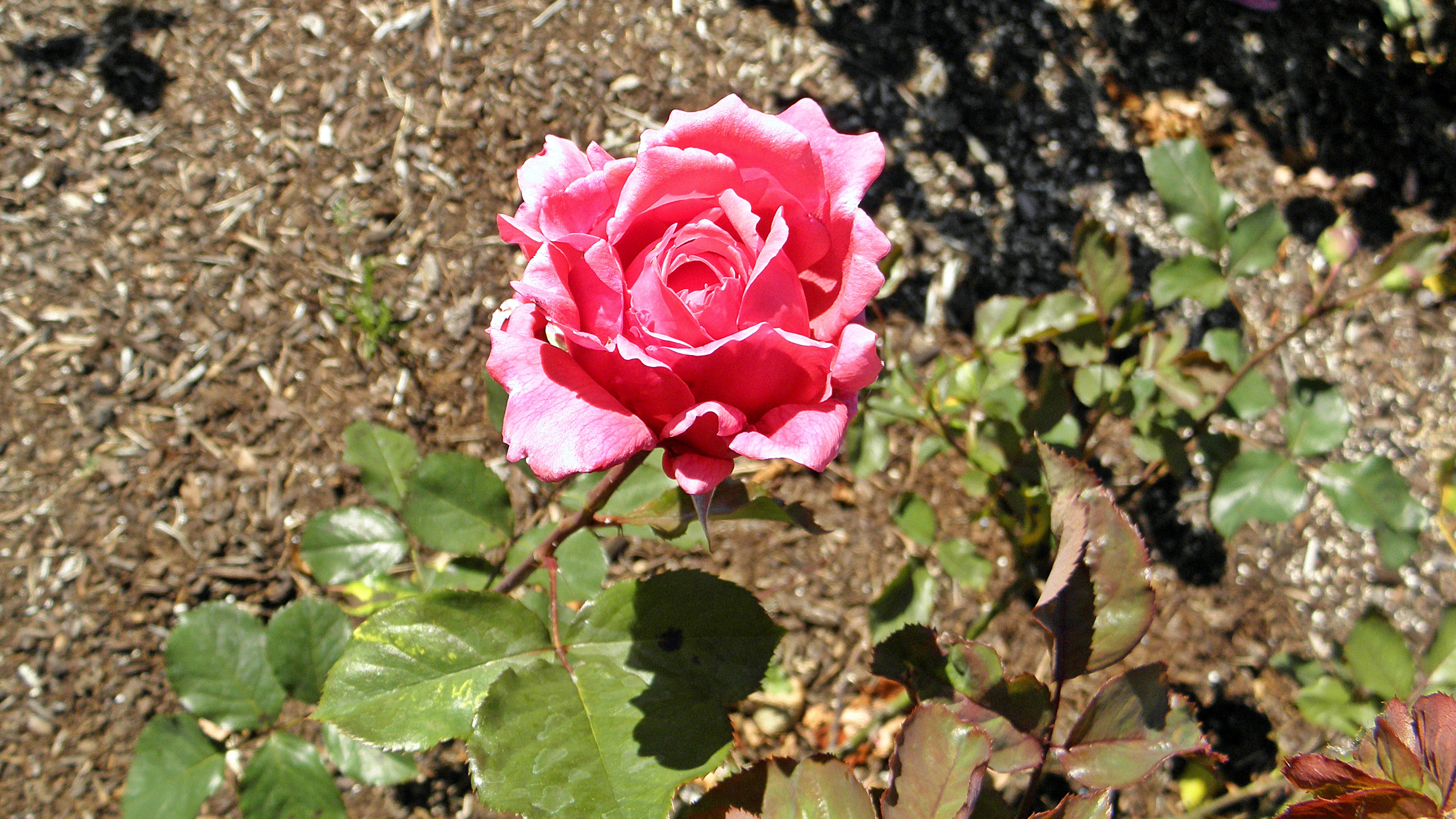
'Dean Collins', Lammerts 1953. Rosa híbrido de cruce con ascendentes parentales de 'Charlotte Armstrong' x 'Floradora'.
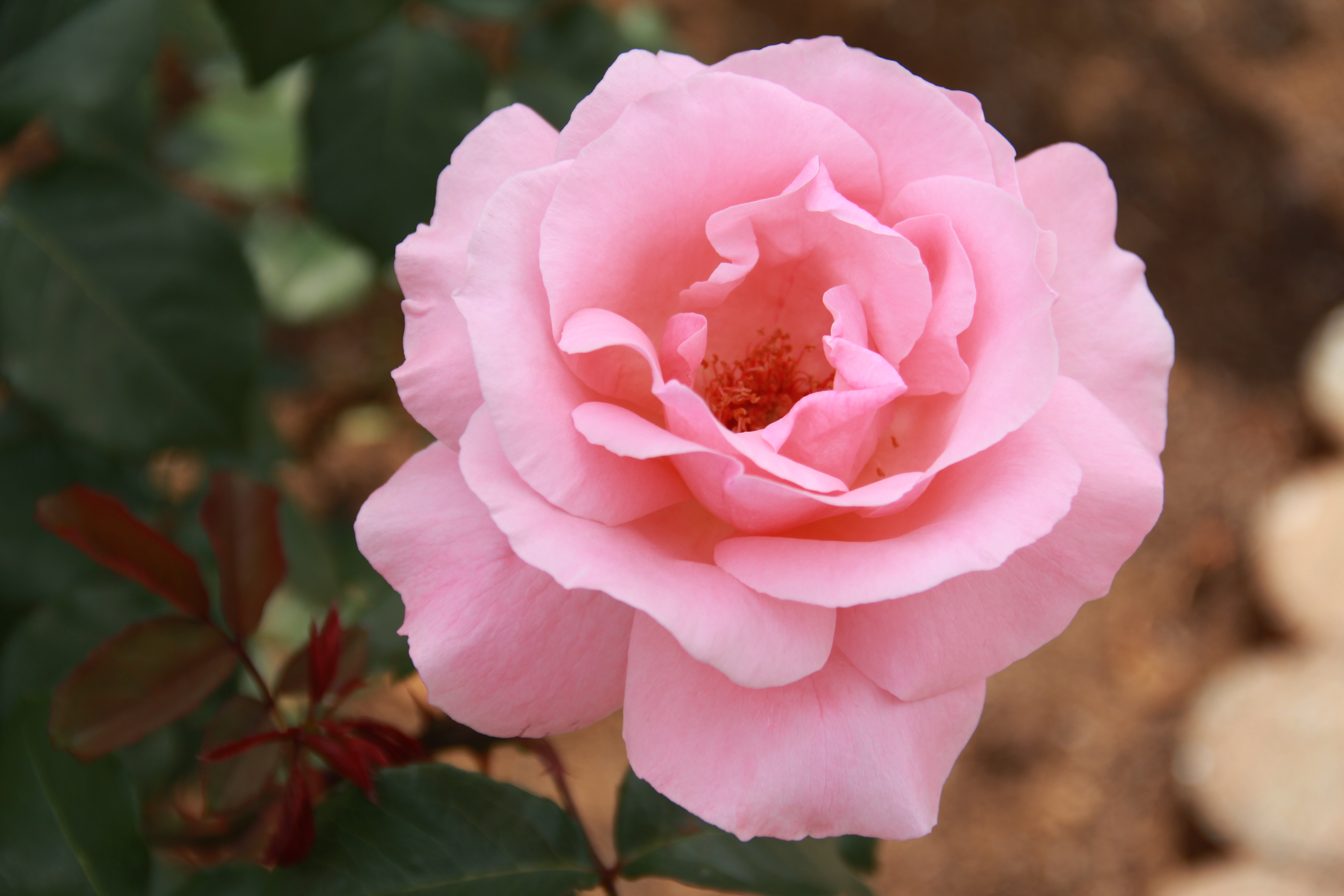
'Queen Elizabeth', Lammerts 1954. Rosa híbrido de cruce con ascendentes parentales de 'Charlotte Armstrong' x 'Floradora'.
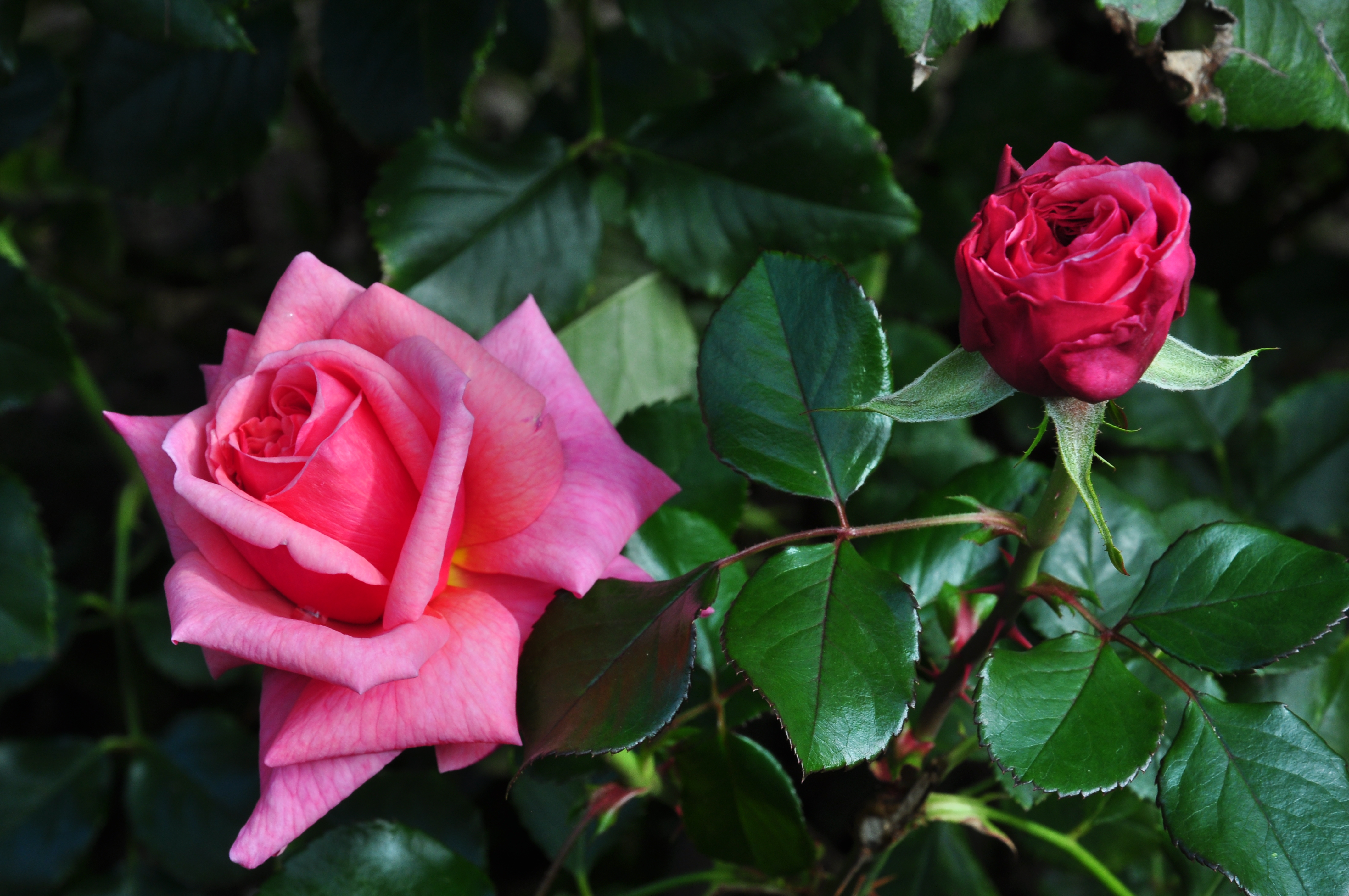
'Tiffany', Lindquist 1954. Rosa híbrido de cruce con ascendentes parentales de 'Charlotte Armstrong' x 'Girona'.
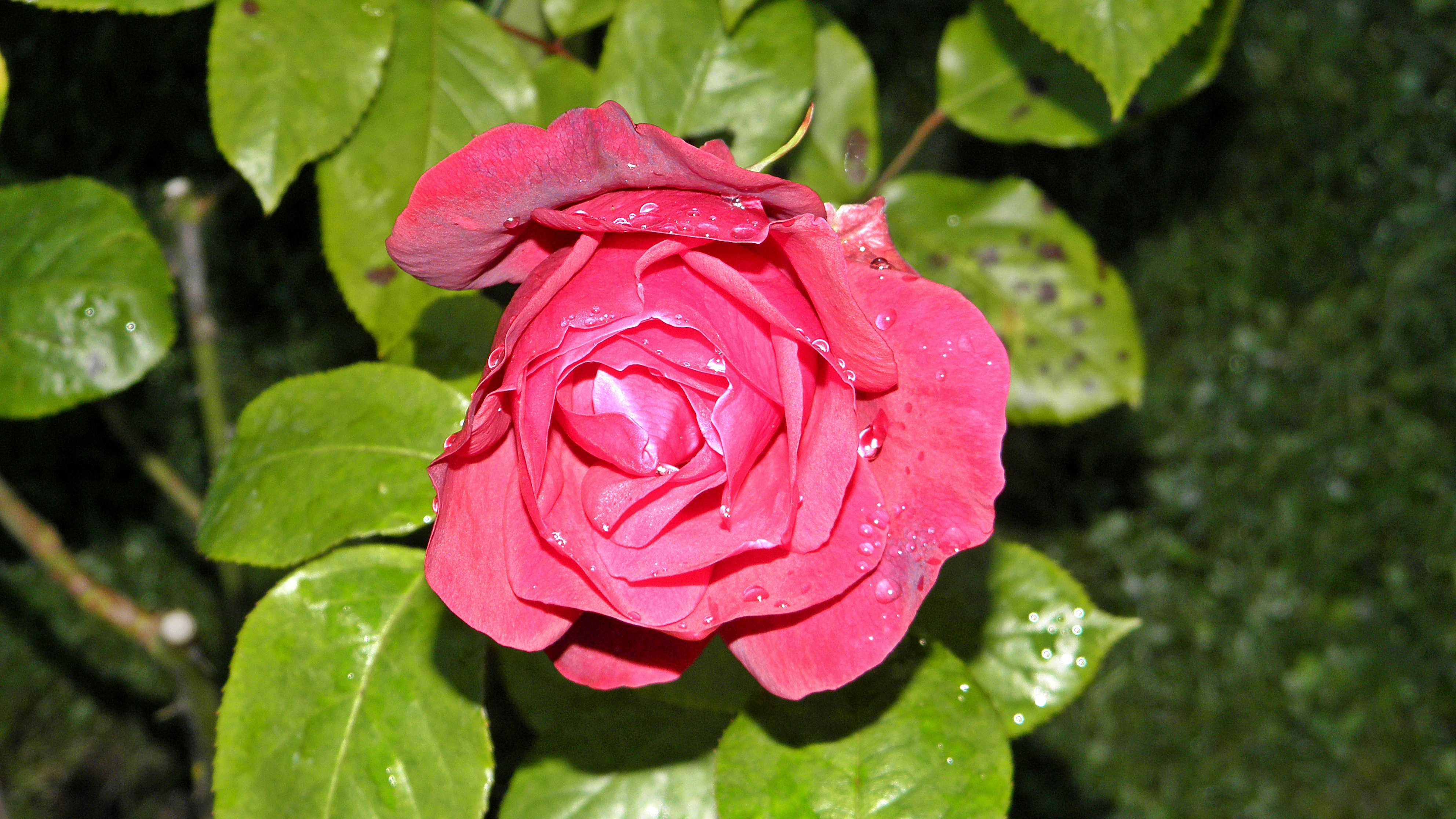
'El Capitan', Swim 1959. Rosa híbrido de cruce con ascendentes parentales de 'Charlotte Armstrong' x 'Floradora'.
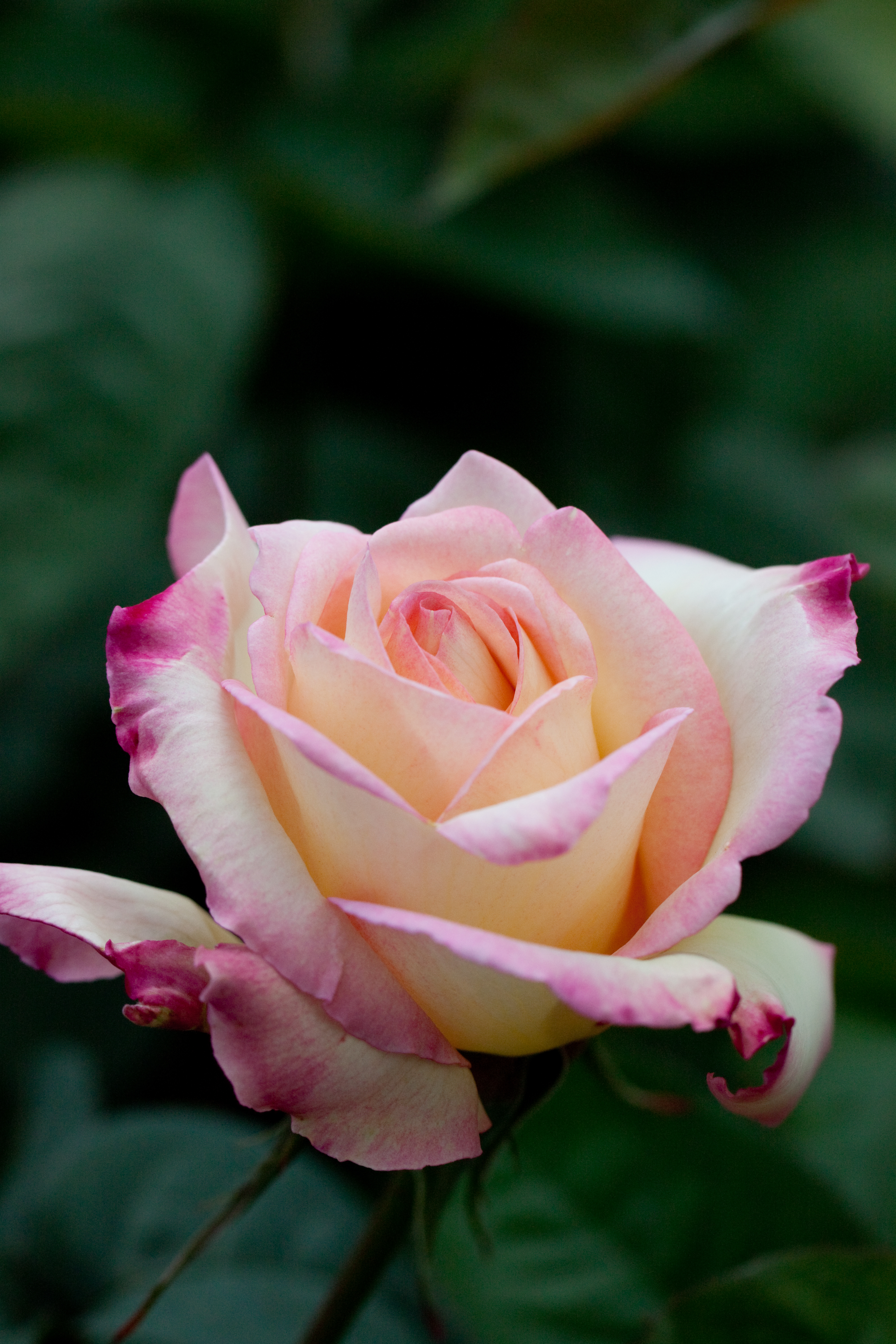
'E'Garden Party', Swim 1959. Rosa híbrido de cruce con ascendentes parentales de 'Charlotte Armstrong' x 'Peace'.
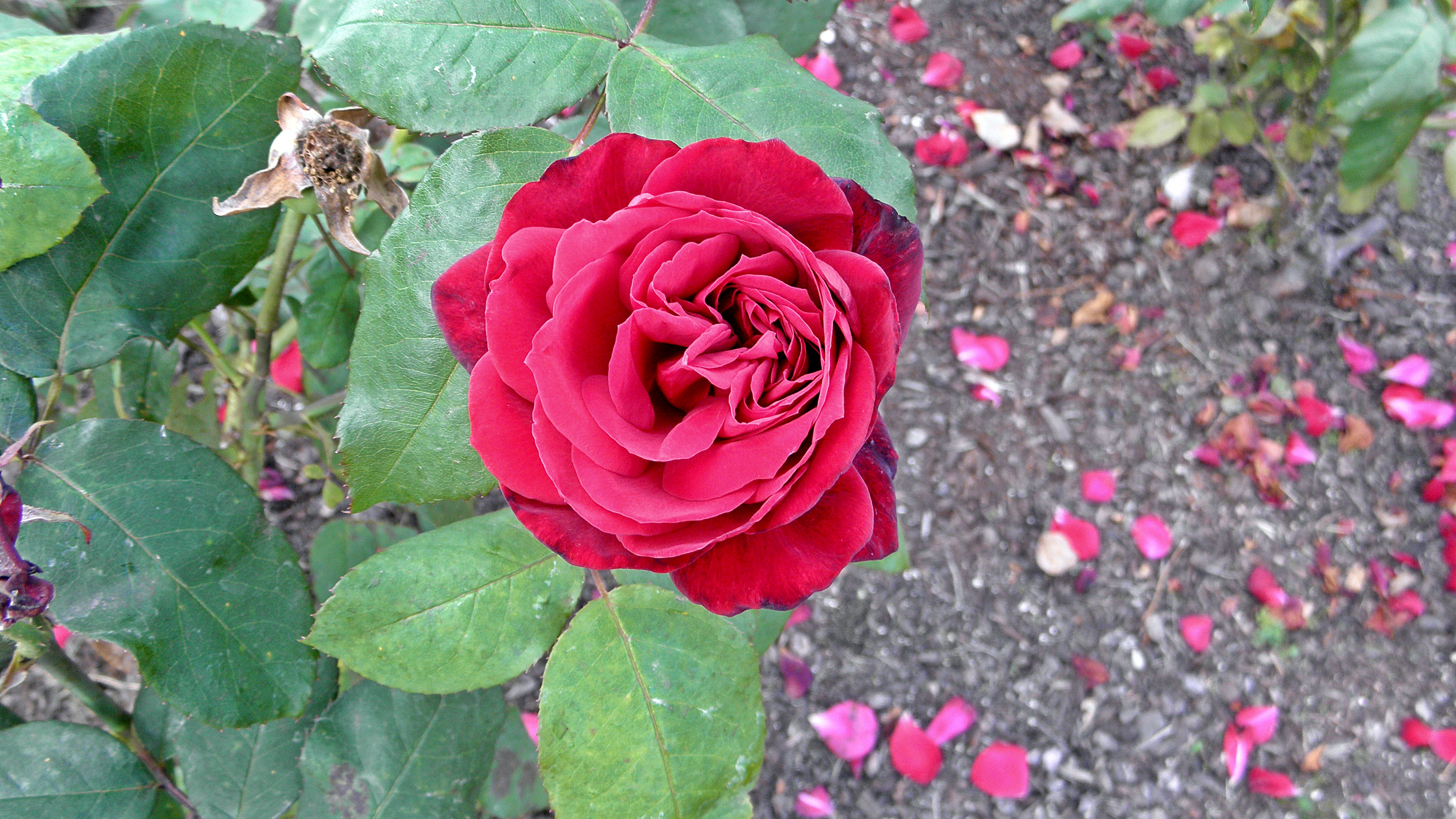
'John S. Armstrong', Swim 1961. Rosa híbrido de cruce con ascendentes parentales de 'Charlotte Armstrong' x planta de semillero.